# Kodè
Kodè ist ein Arrondissement im Departement Ouémé im westafrikanischen Staat Benin. Es ist eine Verwaltungseinheit, die der Gerichtsbarkeit der Kommune Adjohoun untersteht.

## Demografie und Verwaltung
Gemäß der Volkszählung 2013 des beninischen Statistikamtes INSAE hatte das Arrondissement 7178 Einwohner, davon waren 3487 männlich und 3691 weiblich.
Von den 64 Dörfern und Quartieren der Kommune Adjohoun entfallen sieben auf Kodè:
1. Gbannan
2. Gounouhoué
3. Hlankpa
4. Kakanitchoé
5. Kodé – Akpo
6. Kodé-Agué
7. Kodé-Gouké